# Herbert Morrison (annonceur)
Herbert Oglevee "Herb" Morrison, né le 14 mai 1905 à Connellsville (États-Unis) et mort le 10 janvier 1989 à Morgantown, est un journaliste américain connu pour son rapport dramatique de la catastrophe du Hindenburg survenue le 6 mai 1937 dans lequel le LZ 129 Hindenburg est détruit par un incendie provoquant la mort de 36 personnes.
On ne sait que peu de choses sur la jeunesse de Morrison, de sa carrière avant son reportage de la catastrophe du Hindenburg et de sa carrière après la tragédie.